# Вільгельмсталь
Вільгельмсталь (нім. Wilhelmsthal) — громада в Німеччині, розташована в землі Баварія. Підпорядковується адміністративному округу Верхня Франконія. Входить до складу району Кронах.
Площа — 42,92 км2. Населення становить 3609 ос. (станом на 31 грудня 2020).